# Eiskar
Eiskar je edini obstoječi ledenik v Karnijskih Alpah.
Gre za tipičen krniški ledenik na nizki nadmorski višini 2160-2390 m, ki se je doslej obdržal zaradi svoje senčne lege in snežnih plazov na tem območju. Čeprav bi se ledena plošča v ugodnih razmerah lahko skotalila čez skalno steno do spodnjega pašnika Valentin (nemško Valentinalm), ta trenutno hitro postaja plošča mrtvega ledu.
Videti je bilo da se bo po letu 2000 pojavil mrtvi led, vendar so se v letih po letu 2007 pojavili znaki utrjevanja ledu. V številnih snežnih zimah je zrasla zaščitna plast firna, ki se ni stopila niti poleti, kar omogoča ledeniku rast. Ker je plast firna zapirala ledenik do vrha od leta 2007 do 2014, dolžine v teh letih ni bilo mogoče izmeriti. Meritev v letu 2015 je za to obdobje pokazala konsolidirano rast 6,7 m.
Dostop od spodaj je po zavarovani plezalni poti, od zgoraj bolj umirjeno preko stene gore Kellerspitzen. Ostanki položajev pričajo o visokogorskih bojiščih iz 1. svetone vojne 1915-1918 na Tirolski fronti.